# ماهي ماهي
ماهي ماهي أو اللمبوكة (باللاتينية: Coryphaena hippurus) المعروف أيضاً باسم سمكة الدلفين الشائعة (بالإنجليزية: Mahi-mahi أو Common Dolphin Fish) هو نوع من أنواع الأسماك الشعاعية الزعانف التي تعيش في طبقات المياه السطحية، في البحار الاستوائية والشبه استوائية. يكون الماهي ماهي مع سمكة دلفين بومبانو فصيلة سمكة الدلفين (فصيلة)الأسماك الدلفينية. «ماهي ماهي» تعني «قوي قوي» بلغة الهاواي، وشاع استخدام هذه التسمية، وخاصة في المطاعم تجنباً للخلط بينها والدلافين التي تنتمي لرتبة الثدييات.
تسمى ببعض المصادر باسم سمكة الحصان، بينما تُعرف باسم العنفلوص في عُمان والإمارات، ويشيع اسم اللمبوكة في سوريا ولبنان ومصر وليبيا وتونس والجزائر